# Биллербек, Юлиус
Генрих Людвиг Юлиус Биллербек (нем. Heinrich Ludwig Julius Billerbeck; 1772, Зальцдетфурт — 1836) — немецкий филолог-классик и педагог.
Окончил Гёттингенский университет, ученик Христиана Готлиба Гейне. В 1797 году защитил там же докторскую диссертацию «О целях изучения словесности в гимназиях и академиях согласно Квинтилиану» (лат. De finibus inter studia literarum Gymnasiorum et Academiarum regendis ad mentem Quintiliani, опубликована в 1800 г.). С 1797 г. преподавал в гимназии Андреанум в Хильдесхайме, с 1806 г. её директор. С 1823 г. на пенсии.
Подготовил учебные издания речей Цицерона и басен Федра, учебные словари к произведениям Федра, Овидия и Корнелия Непота, издававшиеся и после его смерти. Опубликовал также «Справочник по географии Древнего мира» (нем. Handbuch Der Alten Geographie; 1826).